# Tom Herpich
Thomas Herpich é um artista americano que é mais conhecido por ser um escritor e artista de storyboard na série de televisão animada Adventure Time.